# Thyroscyphoides sympodialis
Thyroscyphoides sympodialis is een hydroïdpoliep uit de familie Thyroscyphidae. De poliep komt uit het geslacht Thyroscyphoides. Thyroscyphoides sympodialis werd in 2003 voor het eerst wetenschappelijk beschreven door Watson. 